# Rivière Marguerite
Rivière Marguerite är ett vattendrag i Kanada.   Det ligger i provinsen Québec, i den sydöstra delen av landet, 260 km öster om huvudstaden Ottawa.
Trakten runt Rivière Marguerite består till största delen av jordbruksmark. Runt Rivière Marguerite är det ganska tätbefolkat, med 56 invånare per kvadratkilometer.